# Takamitsu Katayama
Takamitsu Katayama (jap. 片山貴光 Katayama Takamitsu; ur. 21 września 1971) – japoński zapaśnik w stylu klasycznym. Dwukrotny olimpijczyk. Ósmy w Atlancie 1996 i siedemnasty w Sydney 2000. Startował w kategorii 74–76 kg.
Czterokrotny uczestnik mistrzostw świata, piętnasty w 1998. Srebrny medal na igrzyskach azjatyckich w 1998 i brąz w 1994.
Najlepszy na igrzyskach Wschodniej Azji w 1997. Pięciokrotny medalista mistrzostw Azji, złoto w 1997. Trzeci w Pucharze Świata w 1994 roku.